# Prieuré de l'Ermite
Pour les articles homonymes, voir Ermite (homonymie).
Ne doit pas être confondu avec Église de l'Ermite.
Le prieuré de l'Ermite (en néerlandais : Clusa-ter Cluysen) était un prieuré de chanoinesses augustiniennes fondé par Jeanne, duchesse de Brabant, à la fin du XIVe siècle, à L'Ermite, dans le duché de Brabant, c'est-à-dire sur la commune de Braine-l'Alleud en Belgique aujourd'hui.

## Histoire
Le prieuré ne connut successivement que trois supérieures, car à la suite d'un incendie, les religieuses déménagèrent à Bruxelles, en 1456, gardèrent le prieuré de l'Ermite comme une simple propriété, et poursuivirent la vie communautaire au couvent de Notre-Dame à la Rose Plantée de Jéricho. En 1783, l'empereur Joseph II, en tant que duc de Brabant, supprime officiellement le prieuré de l'Ermite, car considéré comme couvent inutile.
De ce petit prieuré de la forêt de Soignes, il reste une chapelle en pierres du XVe siècle, principalement de style gothique flamboyant, et quelques bâtiments agricoles, à proximité.

## Situation géographique
Le minuscule prieuré était jadis situé en lisière de la forêt de Soignes, à l'endroit où deux grands chemins, celui de Nivelles et celui de Genappe, se rejoignaient pour gagner Alsemberg et Bruxelles. Cet endroit figure aujourd'hui au niveau de la commune de Braine-l'Alleud, à 12 km au nord de Nivelles, en Belgique, dans la province du Brabant wallon.

## Origine du prieuré
Un acte passé à Gembloux, en 1131, rapporte que le duc de Brabant, Godefroid Ier, et son fils, ont cédé un bien nommé "Dudinsart", situé dans la paroisse de Braine-l'Alleud, à l'abbaye de Gembloux. L'endroit est donc occupé, dans un premier temps, par un moine de cette abbaye.
Par une ordonnance datée de Bruxelles, le 6 mai 1399, Jeanne, duchesse de Brabant, transfert cette possession, avec ses dépendances, au profit de dix pauvres femmes vivant saintement à Wauthier-Braine. L’évêque de Cambrai, Pierre V, confirme le fait par un acte daté de Mons, le 27 juillet 1399, et autorise ces femmes à prendre l’habit et à fonder un couvent pour vivre selon la règle de saint Augustin. Le prieuré augustinien de Ter Cluysen, autrement dit de l’Ermite, relevant du prieuré de Sept Fontaines, sous Rhode-Saint-Genèse, est ainsi établi.
Le 14 octobre 1437, la seigneurie de l'Estrée (un domaine et un moulin) est adjugée aux religieuses de Ter Cluysen.[réf. nécessaire]

## Les trois supérieures du prieuré
Le prieuré de l'Ermite ne connut que trois supérieures à savoir :
- Catherine Pijnbroec, alias 'Catherine de Hal', ancienne recluse de Wauthier-Braine. Elle fut la première prieure du couvent. Elle est citée dans une dizaine d'actes dont le premier est daté du 10 août 1405.
- Alice Van Steenberghen. Elle est mentionnée comme supérieure dans un acte du 14 octobre 1437[4]. C'est sous son priorat qu'en 1443, Jean IV de Bourgogne, évêque de Cambrai, confirma le prieur de Groenendael en sa qualité de commissaire du prieuré de l'Ermite. À cette époque également la communauté désira adopter la clôture perpétuelle et d'avoir pour visiteurs, non plus des chanoines de Sept Fontaines, mais des prieurs de Groenendael et de Rouge-Cloître, les deux autres monastères de la trilogie augustinienne dans la forêt de Soignes.
- Elisabeth Van den Velde. Elle est la troisième et dernière prieure de la communauté des chanoinesses de l'Ermite. Elle fut élevée à cette dignité en 1448. C'est également elle qui dirigea dès 1456 la nouvelle communauté de Jéricho à Bruxelles.

## Les catastrophes de 1456 et de 1783
Le 5 avril 1456 (1454 selon Émile Poumon), un incendie embrase le prieuré — plus précisément les corps de logis ainsi que la ferme — et consume la toiture de la chapelle. Ce désastre oblige les religieuses à trouver refuge à Bruxelles. Par un acte du 10 mai 1456, Philippe le Bon confère aux chanoinesses de l'Ermite un autre couvent. Les religieuses conservent leur propriété de Braine-l'Alleud, mais ce fut pour elles la fin du prieuré de l'Ermite et le début du couvent de Notre-Dame à la Rose Plantée de Jéricho, couvent situé dans le quartier Sainte-Catherine de Bruxelles.
En 1783, l'empereur Joseph II en tant que duc de Brabant supprime officiellement le prieuré de l'Ermite, car considéré comme couvent inutile. De ce prieuré, il reste une chapelle en pierres et quelques bâtiments agricoles, à proximité.

## La chapelle
Des bâtiments conventuels seule subsiste la chapelle de l'Ermite. Elle date de la première moitié du XVe siècle. Le style général est gothique flamboyant avec des remaniements au XVIIIe siècle et des restaurations importantes en 1937. Ses murs, entièrement construits en pierre, montrent sur les quatre faces une alternance de pierres ferrugineuses (grès diestien) et de pierres blanches (grès lédien) par assises régulières. Parmi les particularités remarquables du lieu figurent, entre autres, onze pierres tombales, dont celle du chanoine Maurice Thibaut de Maisières, décédé en 1953. Ces pierres tombales rappellent aussi que des prieures et des professes, de 1647 à 1757, voulurent être enterrées sur le lieu même où naquit leur communauté.

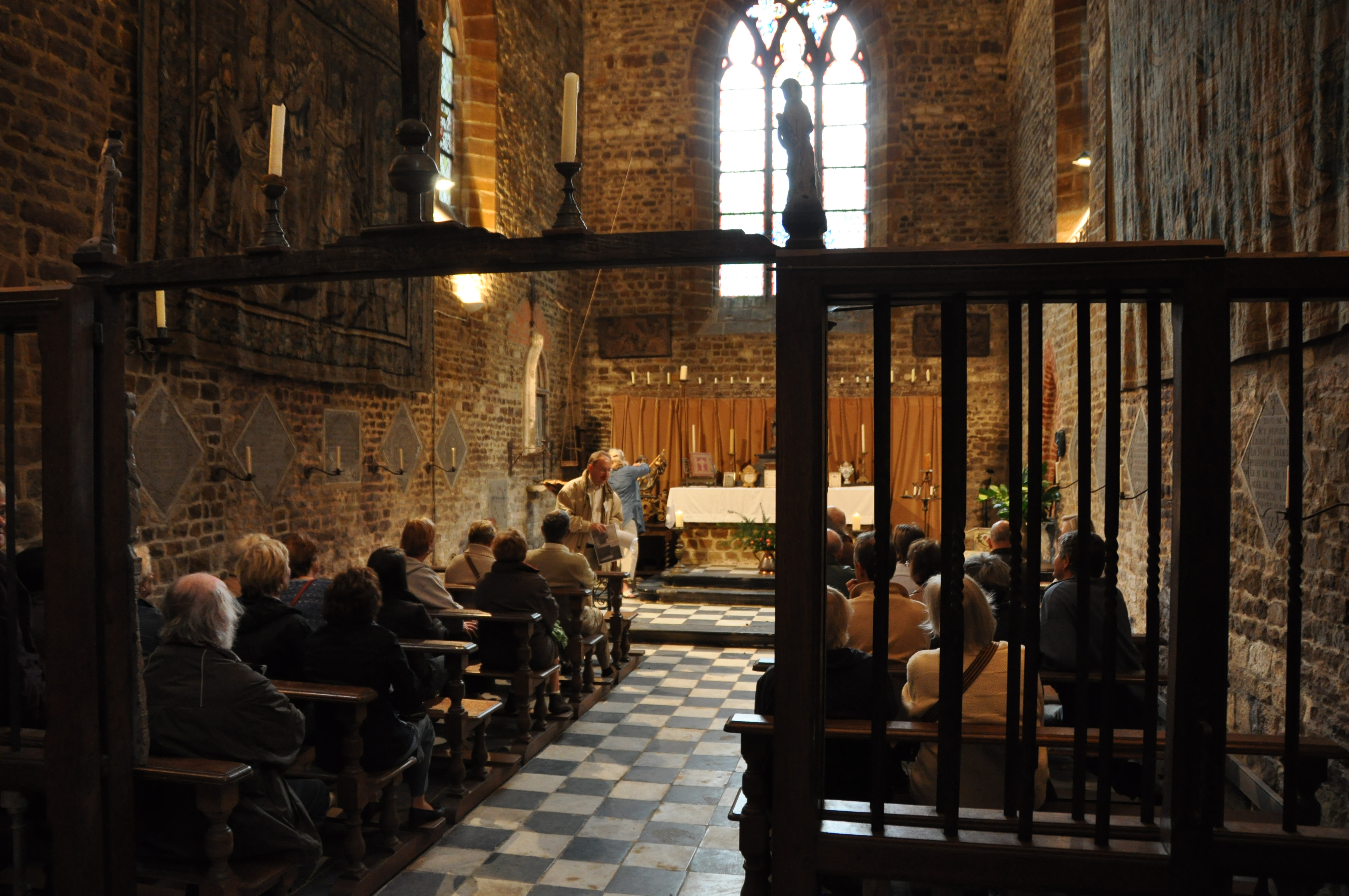
L'intérieur de la chapelle lors de la visite bisannuelle. Sur cette image on aperçoit très bien, encastrées dans les murs, les pierres tombales qui rappellent la mémoire des prieures et membres de la communauté religieuses enterrés dans l'enceinte du monastère aux XVIIe et XVIIIe siècles.
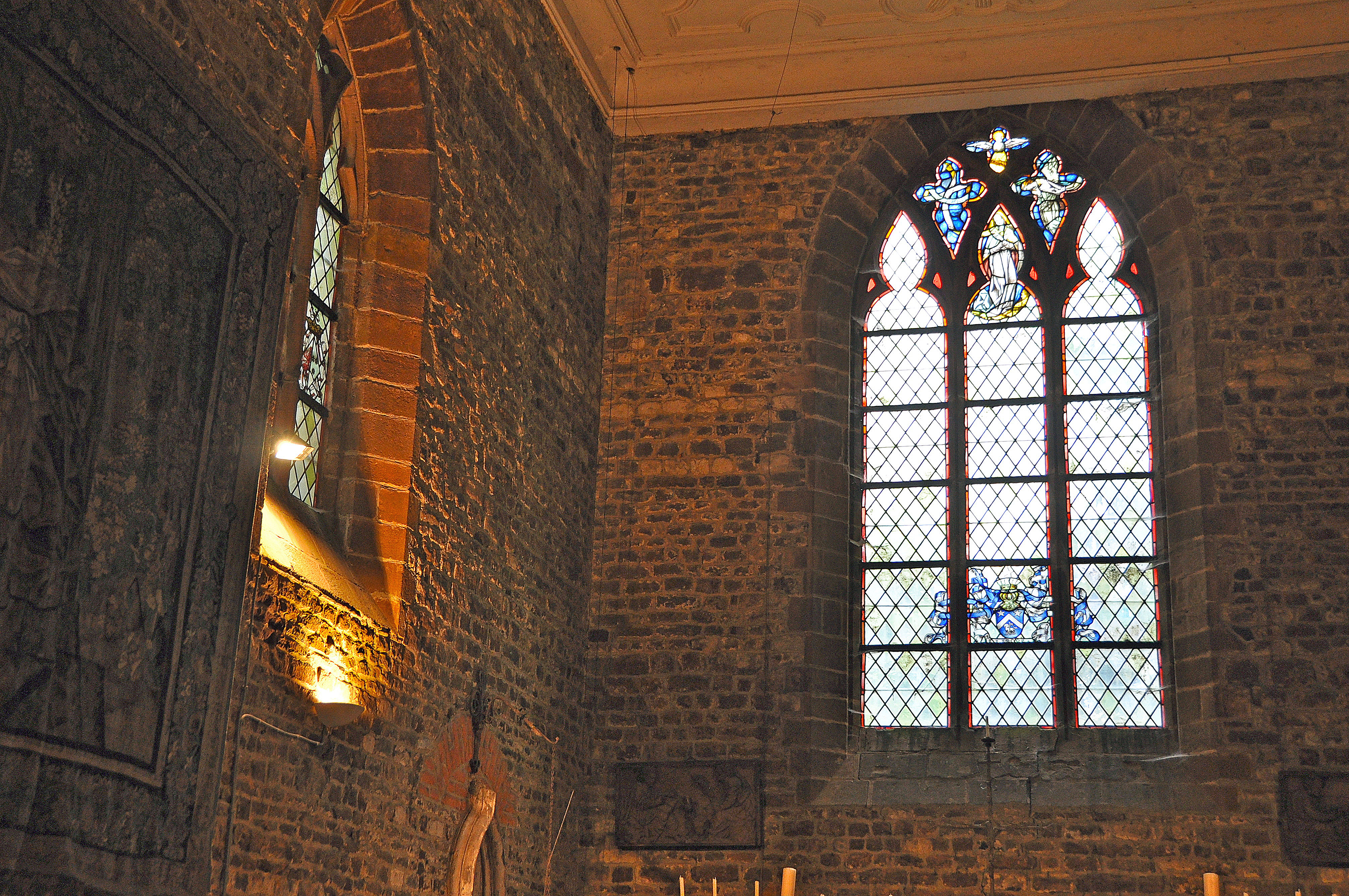
Dans la grande fenêtre ogivale les armoiries du baron de Launoit avec, dans la partie supérieure, un motif religieux représentant la Sainte Trinité. Dans la fenêtre à gauche de l'autel, les armoiries de la comtesse de Limburg Stirum et celle du baron Snoy.

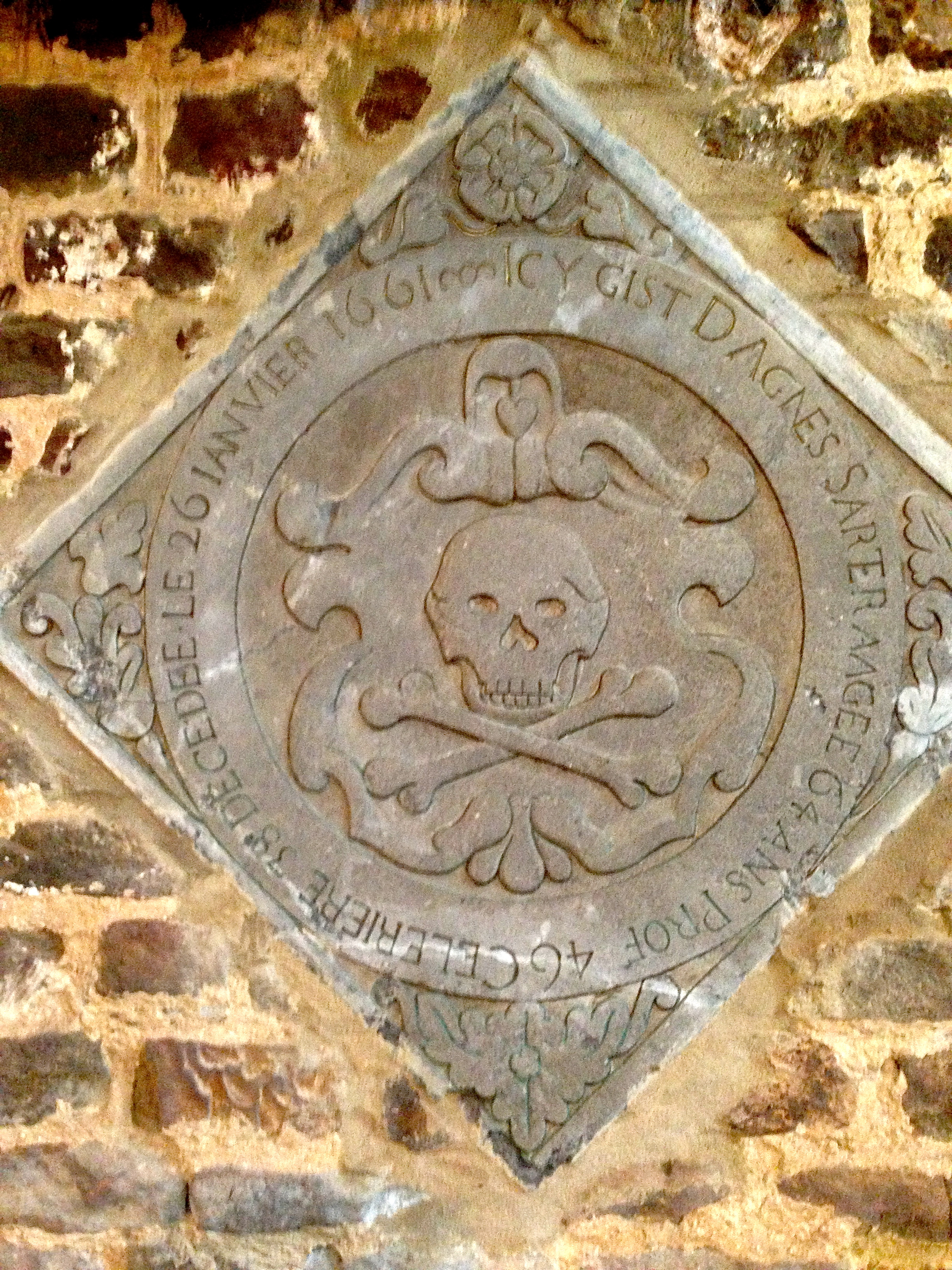
Enfeu d'Agnès Sarter († le 26 janvier 1661).
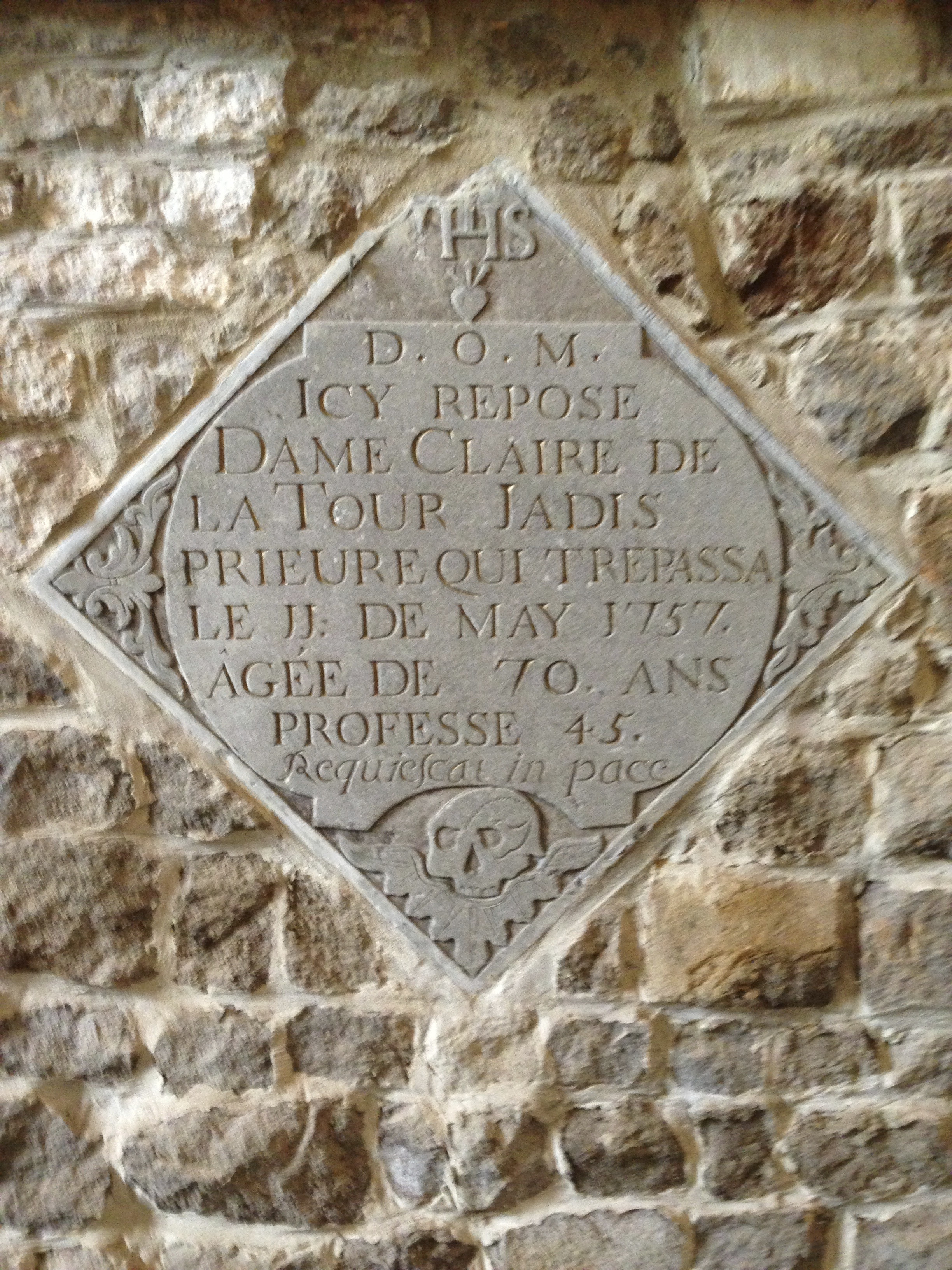
Enfeu de la prieure Claire de La Tour († 11 mai 1757).

Véritable conservatoire d'objets d'art et de culte de l'ancien prieuré du Brabant on peut y découvrir aussi :
- plafond à moulure en stuc du XVIIIe siècle
- crédence à deux éviers du Moyen Âge
- Christ assis en bois sculpté du XVIe siècle
- cadran d'horloge de style gothique
- siège à tapisserie au motif de la rose de Jéricho
- statue romane de Notre-Dame à la Rose
- lutrin en laiton de 1708
- banc de communion en fer forgé du XVIIIe siècle
- statue reliquaire de Saint Roch du XVIIIe siècle
- tapisseries de haute lisse des XVIe siècle et XVIIIe siècle
- fonts baptismaux romans du XIIe siècle
- coffre gothique
- Christ en croix de bois de la fin du XVe siècle
- statue gothique de saint Augustin en chêne du XVIe siècle
- tabernacle mural du XVe siècle
- confessionnal baroque avec buste de saint-Pierre et de sainte Marie-Madeleine
- cloche dédiée à saint Antoine (voir photo)
- Les armoiries des principaux donateurs se retrouvent également dans la chapelle. Ainsi, dans la grande fenêtre ogivale du chevet, derrière l'autel se trouvent celles du baron de Launoit avec, dans la partie supérieure, un motif religieux représentant la Sainte Trinité.
  - À gauche de l'autel, les armoiries de la comtesse de Limburg Stirum et celles du baron Snoy
  - dans la seconde fenêtre : les armoiries du baron Hankar
  - dans la fenêtre de la salle haute : les armoiries de la famille Sauveur et celles du baron Ernst de Bunswijck
  - À droite de l'autel, les armoiries du baron de Wangen et celles du comte de Borchgrave d'Altena
  - dans la seconde fenêtre : les armoiries du baron Joly et celles du comte d'Ansembourg
  - dans la fenêtre de la salle haute : les armoiries de la famille van der Dussen et celle de la famille Thibaut de Maisières.

## La ferme conventuelle
La ferme ne garde comme souvenir du passé que son plan, un pignon aigu mais surtout son puits protégé par une grille. Il possède encore sa manivelle pour puiser l'eau.

## L'abbé Maurice Thibaut de Maisières
À partir de 1935, l'initiative de la restauration de la chapelle est due à l'abbé Maurice Thibaut de Maisières (1900-1953), licencié en archéologie et histoire de l'art. Il est inhumé derrière cette chapelle et l'on peut lire sur sa tombe : 

## Galerie

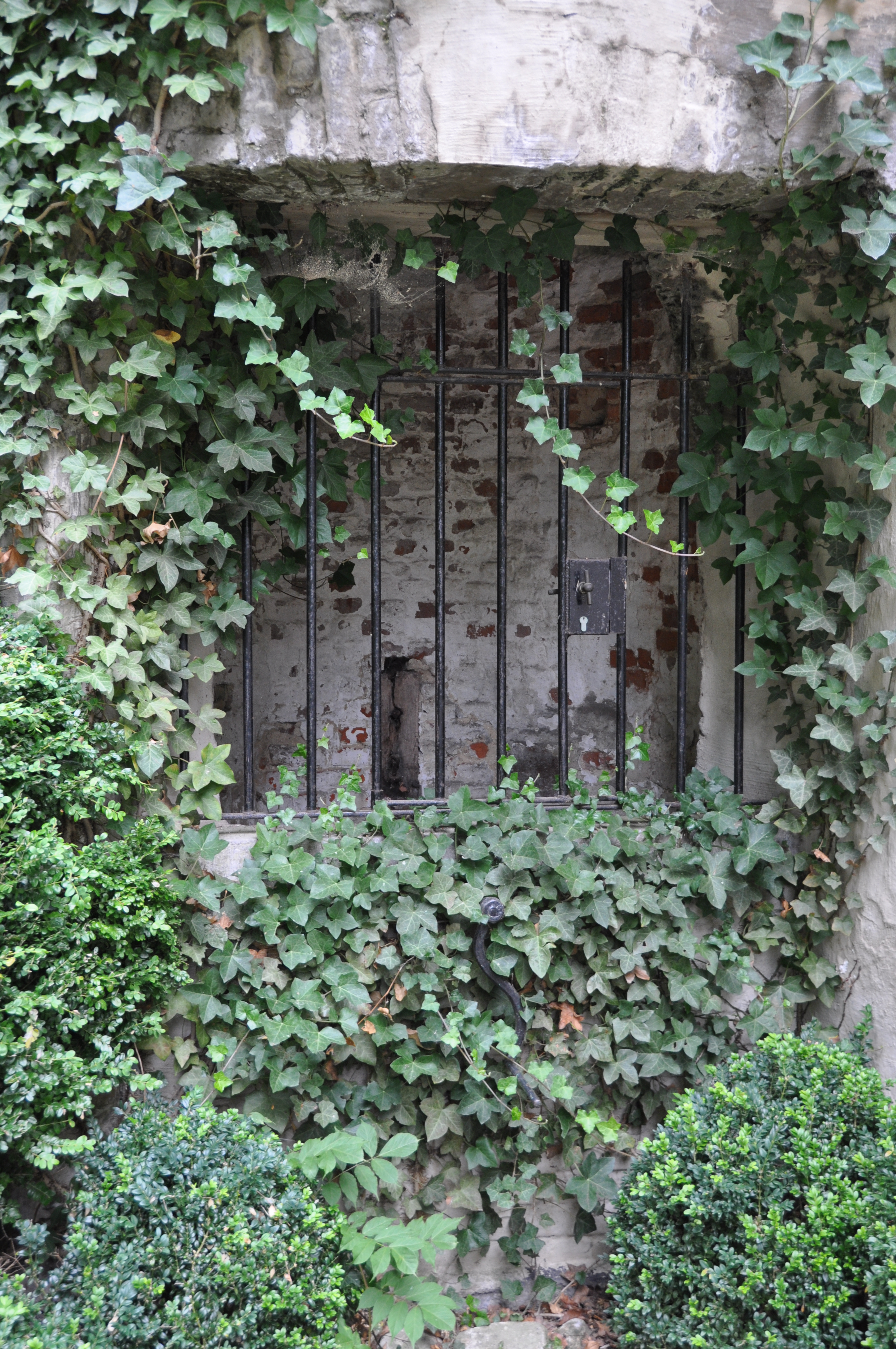
L'ancien puits et sa manivelle.
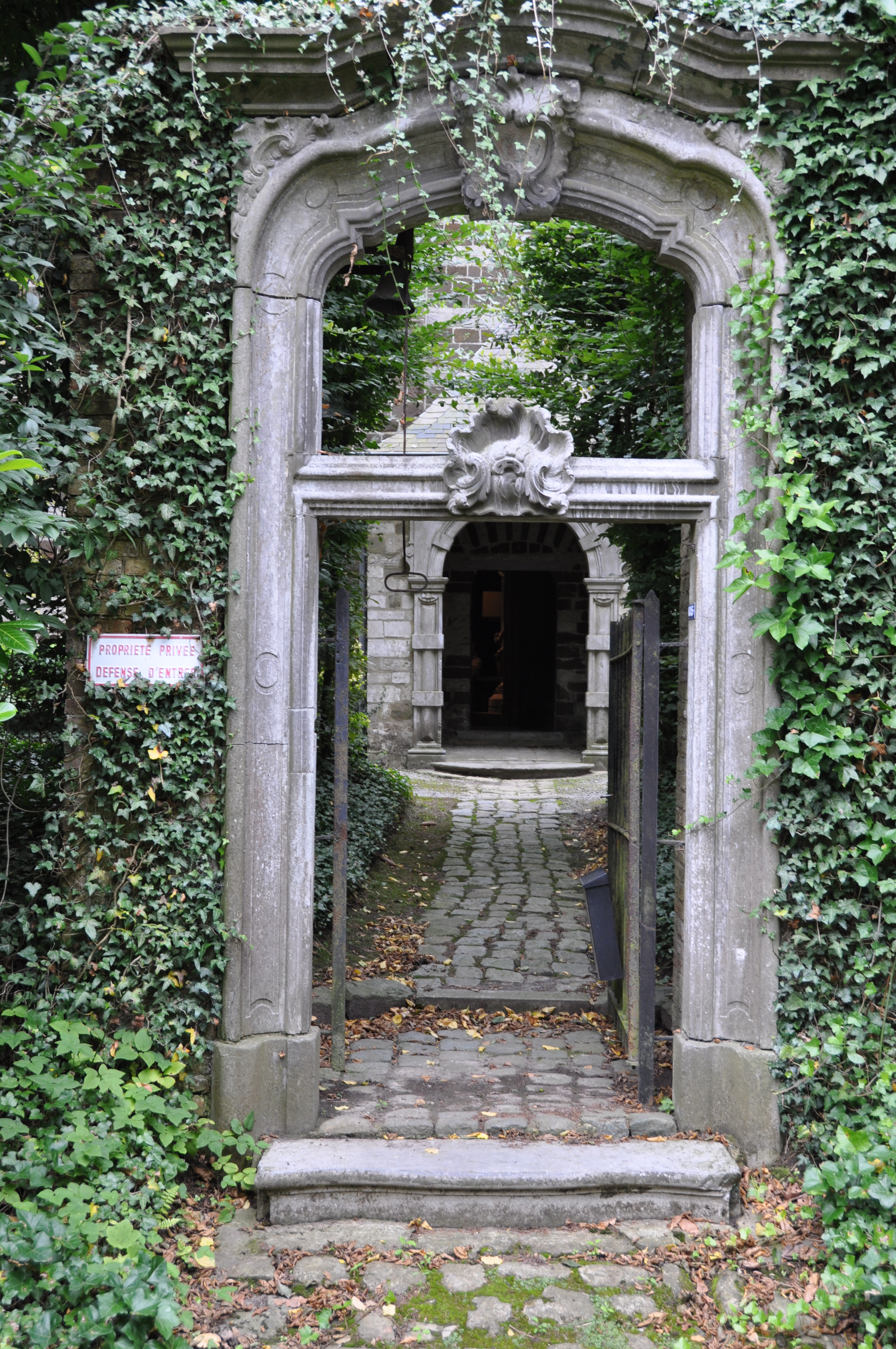
Portail de style baroque. La plaque à gauche rappelle que la chapelle est sise dans une propriété privée.
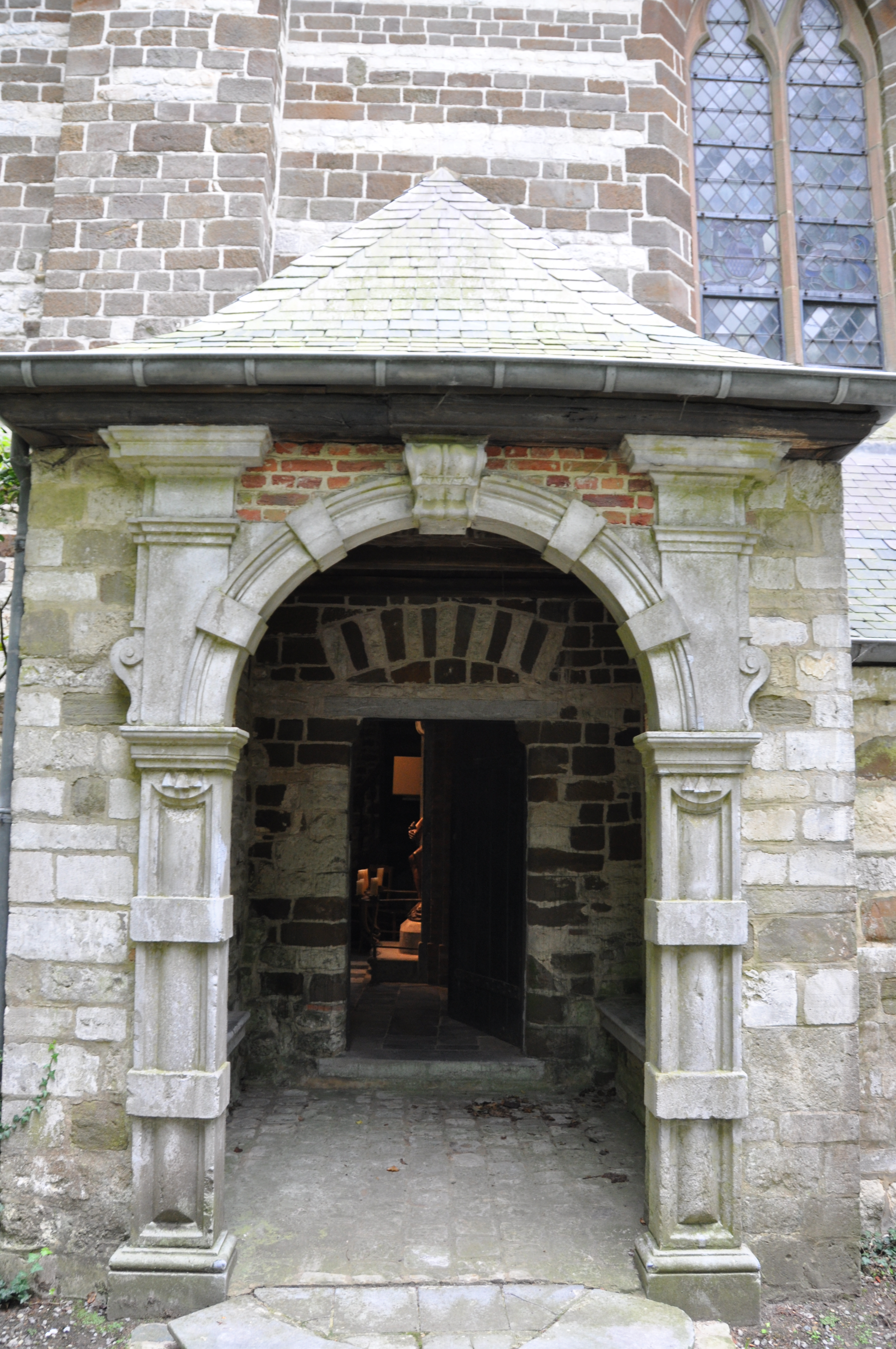
Le portail actuel qui date de 1937 (Les visites se déroulent le dernier dimanche des mois de mai et d’aout).
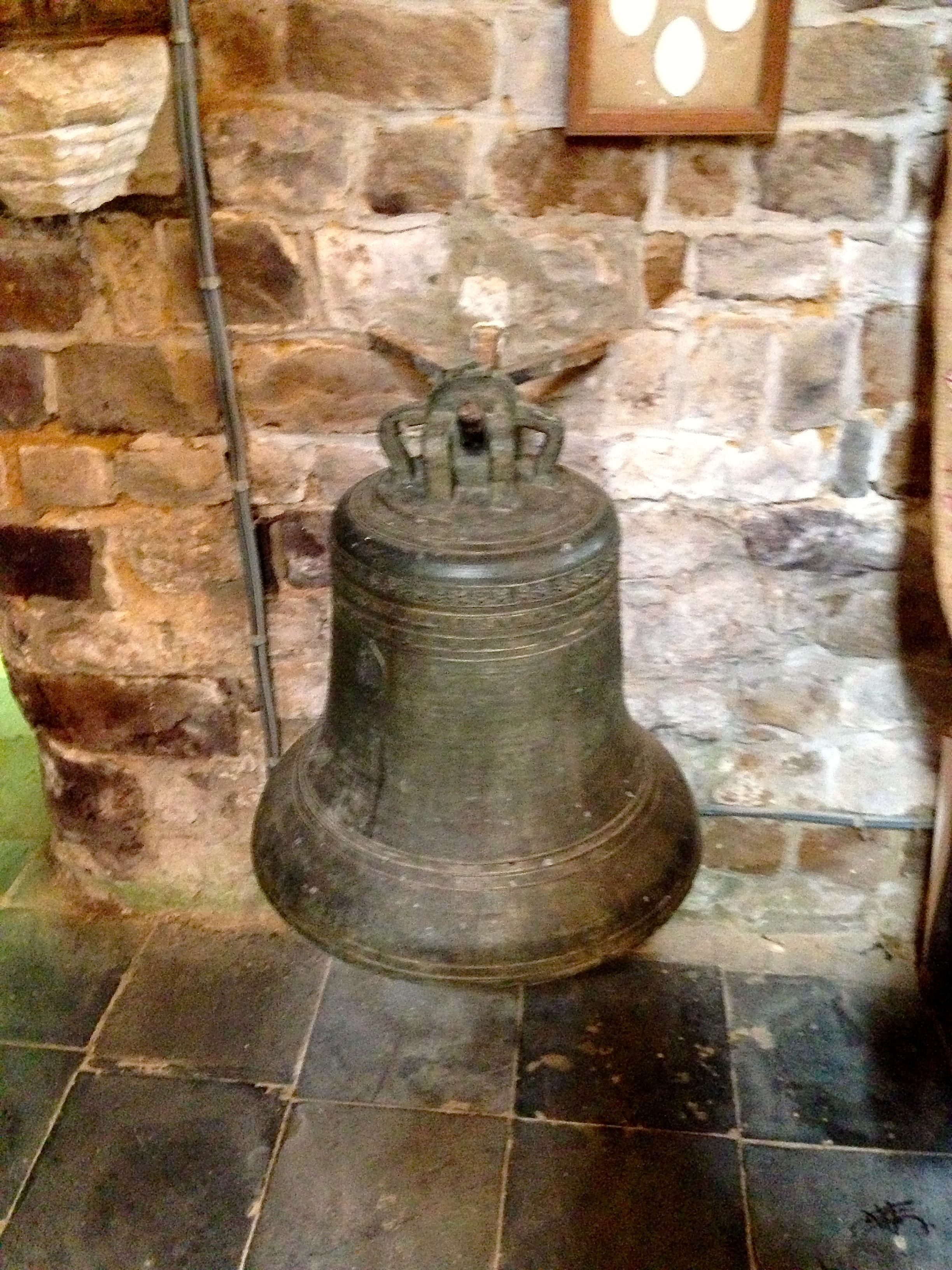
Cloche de la chapelle réalisée en 1659 sous le priorat de Jeanne Van Blitterswijck.
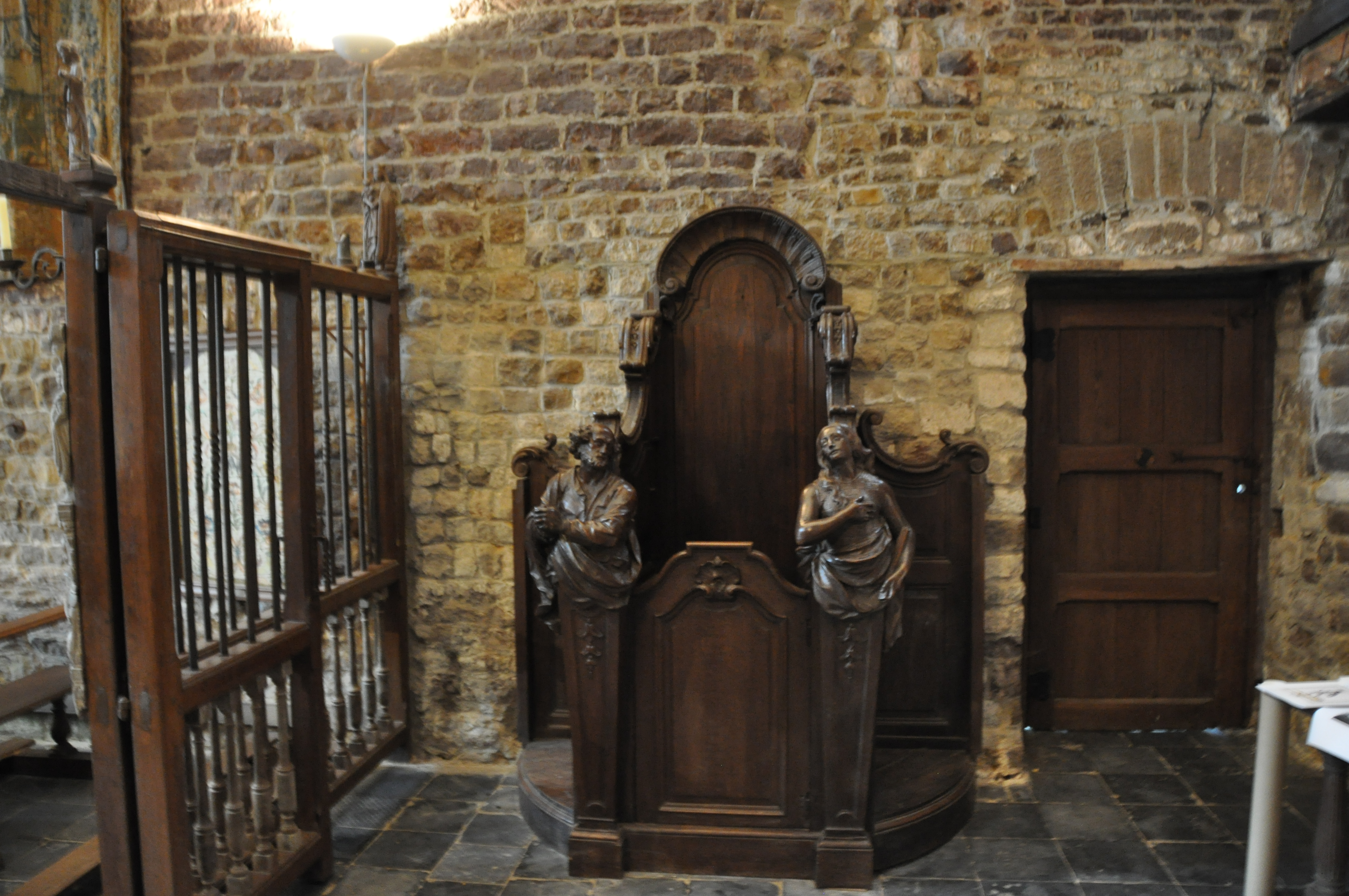
Confessionnal baroque avec buste de saint-Pierre et de sainte Marie-Madeleine.
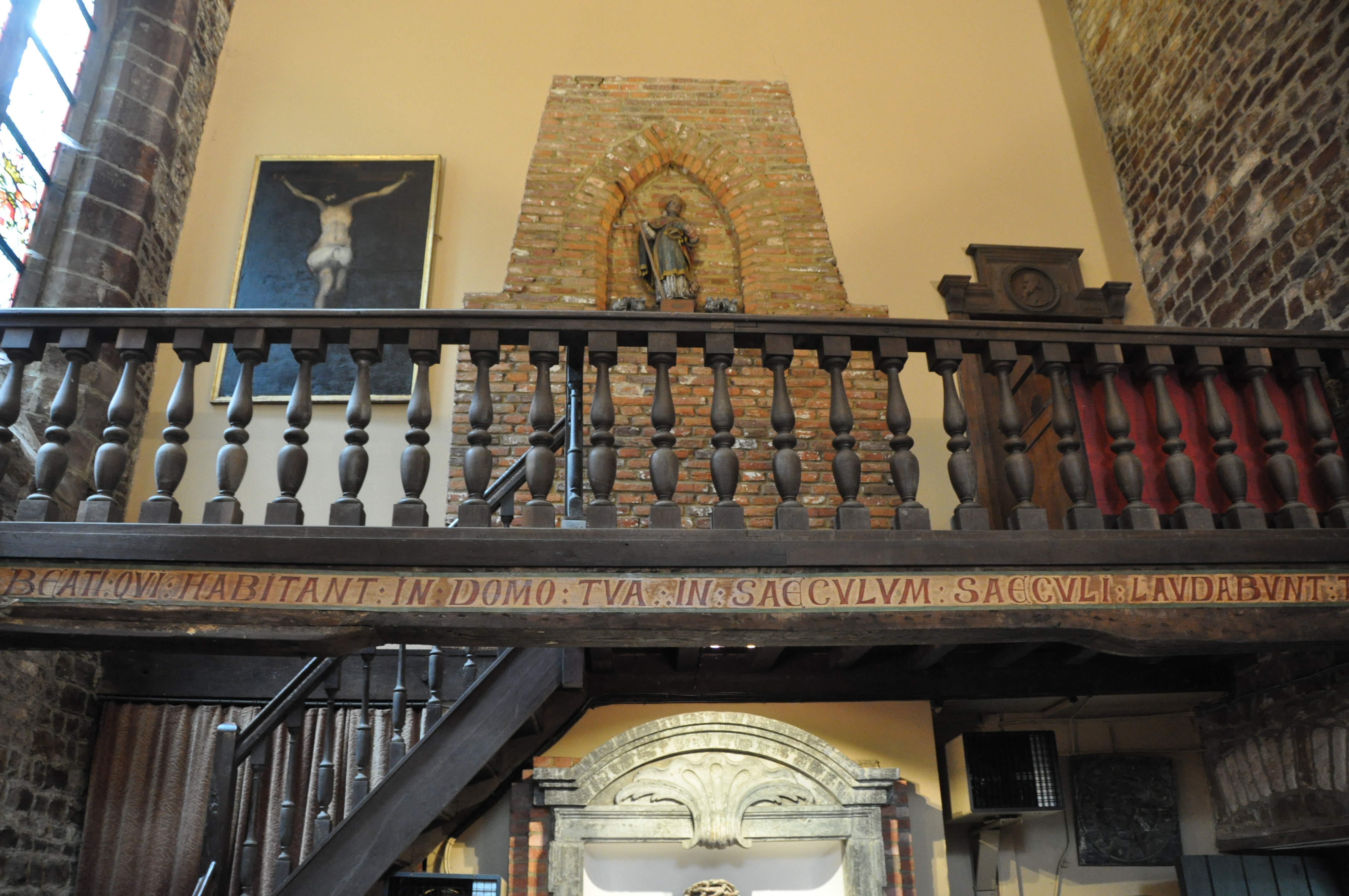
Jubé de la chapelle. Au centre statue gothique de Saint Augustin, patron de l'ordre, chêne polychrome du XVIe siècle.

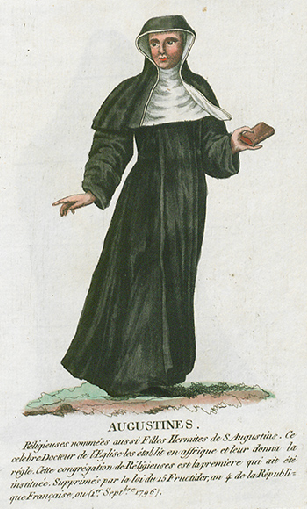
Augustines
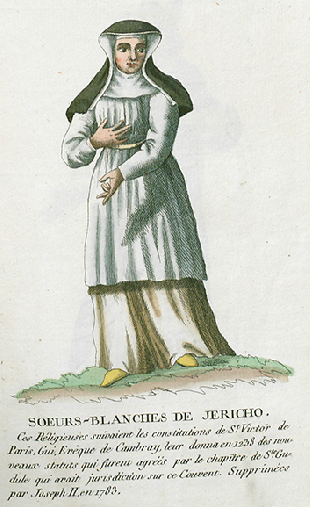
Sœurs-Blanches de Jéricho